# Rudolf Pastucha
Rudolf Pastucha (* 16. September 1936 in Zamarski bei Cieszyn (Teschen); † 14. September 2022 in Bytom) war ein polnischer lutherischer Theologe und Bischof der Diözese Katowice der Evangelisch-Augsburgischen Kirche in Polen.

## Werdegang
Rudolf Pastucha studierte an der Christlich-Theologischen Akademie in Warschau Theologie und wurde am 20. Oktober 1963 in der polnischen Hauptstadt zum Geistlichen ordiniert. Seine seelsorgerliche Tätigkeit begann er im Oppelner Land, wo er bis 1980 wirkte: in Lasowice Wielkie (Oberwalden), Lasowice Małe (Schloßwalden), Olesno (Rosenberg), Fosowskie (Vosswalde) und in Zawadzkie (Andreashütte). 
Im Jahre 1980 wurde er Pfarrer in Bytom-Miechowice (Miechowitz/Mechtal), der Heimat von Eva von Tiele-Winckler, und war bereits ab 1974 Kon-Senior, ab 1981 dann Senior der Diözese Katowice. 
Im Jahre 1992 wurde er zum Bischof der Diözese Katowice gewählt. Dieses Amt behielt er bis 2001 inne, um es dann an seinen Nachfolger Bischof Tadeusz Szurman zu übergeben.